# Ingovány (film, 1938)
Az Ingovány (fr: Le Voleur de femmes; it: Ladro di donne) 1938-ban bemutatott fekete–fehér francia–olasz játékfilm Abel Gance rendezésében. 
Magyarországon 1939. február 18-án mutatták be.

## Története
Amikor a szélhámos Sadoc Torner kiszabadul a börtönből, idős anyjának megfogadja, hogy új életet kezd. Azután megismerkedik Anitával, az akadémikus történész unokahúgával és a történésznél titkári állást kap. Anita, a fiatal özvegy szerelmes lesz a férfiba. Courtenave lakásán értékes dolgok tűnnek el, de a történész leállítja a már megkezdett nyomozást, amikor megtudja, hogy unokahúga szereti Sadoc-ot. Anita később Barchevin gyároshoz megy feleségül. 
Barchevin gyáros húga, Madelaine beleszeret egy orosz gárdatisztbe. A gyáros beleegyezne a házasságukba, de közben kiderül, hogy a tiszt valójában Sadoc Torner. Sadoc megtudja, hogy Madelaine sógornője éppen Anita, akinek régi szerelmesleveleit most is őrzi. A levelekkel zsarolni próbálja az asszonyt. Anita azonban nem akar hazugságban élni, mindent bevall férjének. Barchevin leszámol Sadoc-kal, megleckézteti és visszakéri tőle a leveleket. Sadoc Torner újra fölkeresné anyját, de már holtan találja. A férfi összeomlik, most rajta a sor, hogy megszenvedjen a másoknak okozott fájdalmakért.

## Szereplők
- Jules Berry – Sadoc Torner
- Blanchette Brunoy – Madeleine Barchevin
- Suzanne Desprès – Madame Torner
- Jean-Max – Barchevin
- Saturnin Fabre – Akadémikus
- Annie Ducaux – Anita
- Gilbert Gil – Pierrot (francia verzió)
- Giorgio Capecchi – Pierrot (olasz verzió)
- Marie Lou – Pivoine, énekesnő